# 第二次世界大战中日本基督教团责任的告白
《第二次世界大战中日本基督教团责任的告白》是1967年3月26日（复活节主日）由日本基督教團执行部总会议长铃木正久在1944年日本基督教团发布《致大东亚共荣圈基督教徒书信》的同一天发布，旨在否定1944年的表态。报告得到周边国家和地区教会的正面评价，同9月，铃木正久代表日本基督教團访问了韩国和台湾的教会。

## 历史背景
1951年，冷战及美日安保條約的签订的背景下，基督徒和平会宣告成立并承认了日本基督徒在第二次世界大战中的过错，即日本基督教团当时迎合政府、配合战争的推进。在1965年《日韩基本条约》签订之后，战争时期的日本基督教团作为受到关注。
1966年，在夏季牧师讲习会上，年轻教职人员提出了教团在战时的战争责任问题并展开了讨论。时任总会议长铃木正久、大盐清之助等人成立了起草委员会，于1966年10月26日召开的第14届教团总会上提交了关于战争责任的建议案。经过总会决议后，提交常务委员会议审议，最终在1967年3月26日复活节主日由铃木正久正式发表。

## 主要内容
《第二次世界大战中日本基督教团责任的告白》的主要内容包括：
第二次世界大战期间，日本基督教團未能履行积极使命，以教团名义下公开支持战争并为战争胜利祈祷，陷入了与国家同样的罪中。声明承认教团未能对国家的战争政策进行良心上的判断，忽视了作为基督徒的责任。因此，教团深感痛悔，向上帝和邻人请求宽恕，并向亚洲各国的教会、兄弟姐妹以及日本同胞诚挚地请求原谅。

## 反响
《战争责任的告白》在日本基督教团内部存在争议，一方面得到了以年轻一代教职人员和信徒的积极支持，但也引发了反对派的不满，向铃木递交了申诉书。
这份告白在韩国、台湾、菲律宾等亚洲教会中得到了积极评价。1967年9月，铃木正久访问了韩国和台湾的教会。
也有人指出，《战争责任的告白》没有触及“偶像崇拜”的罪。另外，日本基督教团关东教区认为其内容缺乏对罪责的明确告白，因此发表了自行版本的罪责告白。